# Jūkichi Uno
Jūkichi Uno (宇野重吉, Uno Jūkichi), né le 27 septembre 1914 et mort le 9 janvier 1988 , est un acteur japonais.

## Biographie
Jūkichi Uno a fait ses études à l'université Nihon. Il est le père d'Akira Terao.
Il a tourné dans plus de 150 films et en a réalisé 5 entre 1938 et 1988.

## Filmographie

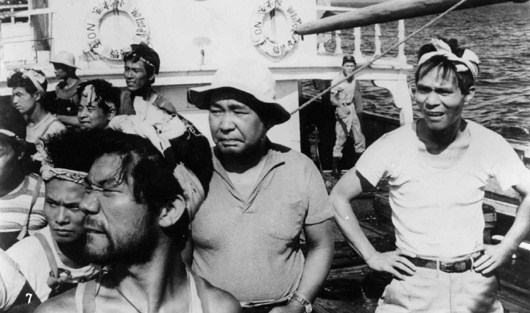
Yoshio Inaba (au centre) et Jūkichi Uno (à droite) sur le tournage de Heureux Dragon n°5 (1958).

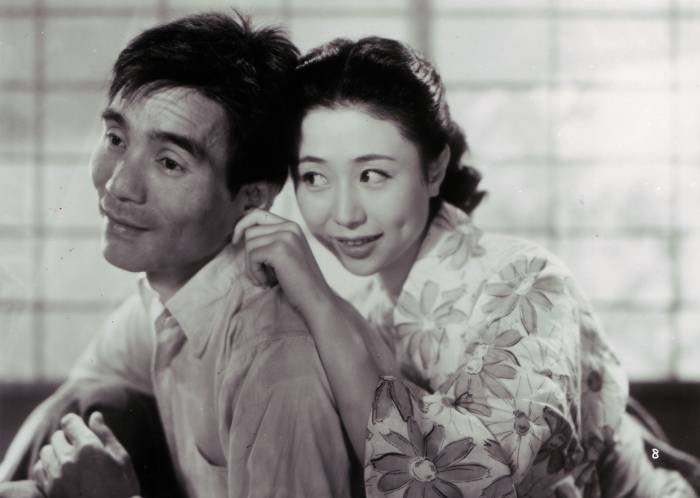
Avec Nobuko Otowa dans Histoire d'une épouse bien-aimée (1951).

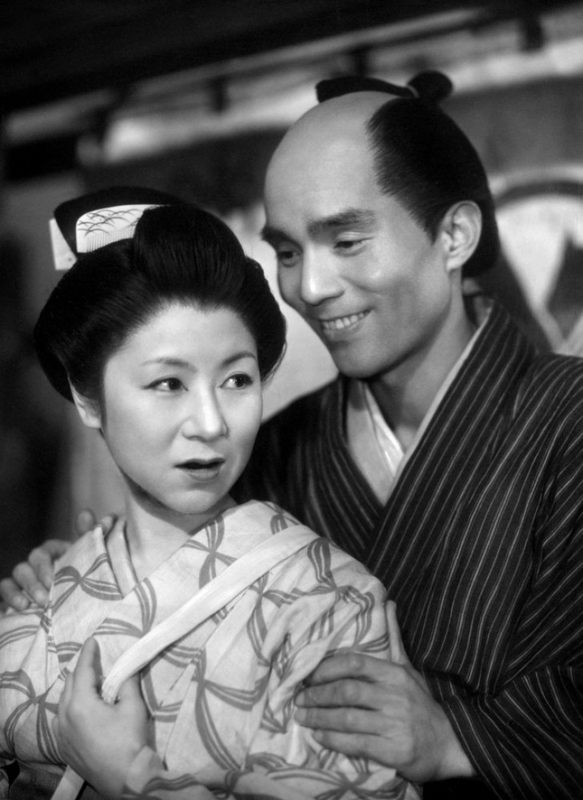
Avec Kinuyo Tanaka dans La Vie d'O'Haru femme galante (1952).

### Acteur

#### Années 1940
- 1948 : La Journée la plus rayonnante de ma vie (わが生涯のかがやける日, Waga shogai no kagayakeru hi?) de Kōzaburō Yoshimura
- 1948 : Serment rompu (破戒, Hakai?) de Keisuke Kinoshita
- 1949 : Bagatelle au printemps (春の戯れ, Haru no tawamure?) de Kajirō Yamamoto
- 1949 : Le Fantôme de Yotsuya (新釈 四谷怪談 前篇, Shinshaku Yotsuya kaidan: Zenpen?) de Keisuke Kinoshita : Yomoshichi
- 1949 : Le Fantôme de Yotsuya II (新釈 四谷怪談 後篇, Shinshaku Yotsuya kaidan: Kōhen?) de Keisuke Kinoshita : Yomoshichi
- 1949 : Un amour insensé (痴人の愛, Chijin no ai?) de Keigo Kimura : Joji
- 1949 : Le Tambour brisé (破れ太鼓, Yabure-daiko?) de Keisuke Kinoshita : Shigeki Nonaka

#### Années 1950
- 1950 : Ville de violence (ペン偽らず 暴力の街, Pen itsuwarazu, bōryoku no machi?) de Satsuo Yamamoto
- 1950 : La Rue en colère (怒りの街, Ikari no machi?) de Mikio Naruse : Munehisa Mori
- 1950 : L'Anneau de fiançailles (婚約指環, Konyaku yubiwa?) de Keisuke Kinoshita : Michio Kuki
- 1951 : Histoire d'une épouse bien-aimée (愛妻物語, Aisai monogatari?) de Kaneto Shindō : Keita Numazaki
- 1952 : Les Sœurs de Nishijin (西陣の姉妹, Nishijin no shimai?) de Kōzaburō Yoshimura : Kokichi Yokoyama
- 1952 : Les Enfants d'Hiroshima (原爆の子, Gembaku no ko?) de Kaneto Shindō : Kōji (pas au montage final)
- 1952 : La Vie d'O'Haru femme galante (西鶴一代女, Saikaku ichidai onna?) de Kenji Mizoguchi : Yakichi Ogiya
- 1953 : Epitome (縮図, Shukuzu?) de Kaneto Shindō : Ginzo
- 1953 : Dans le bas-quartier de Yokocho (もぐら横丁, Mogura Yokochō?) de Hiroshi Shimizu : le propriétaire de la pension
- 1953 : L'Oie sauvage (雁, Gan?) de Shirō Toyoda
- 1953 : Avant l'aube (夜明け前, Yoake mae?) de Kōzaburō Yoshimura : Kanekichi
- 1953 : La Vie d'une femme (女の一生, Onna no issho?) : Masao
- 1953 : Lettre d'amour (恋文, Koibumi?) de Kinuyo Tanaka : Reikichi Mayumi
- 1954 : L'Égout (どぶ, Dobu?) de Kaneto Shindō
- 1954 : La Vallée de l'amour et de la mort (愛と死の谷間, Ai to shi no tanima?) de Heinosuke Gosho
- 1955 : Ofukuro (おふくろ?) de Seiji Hisamatsu
- 1955 : Histoire de fantômes de la jeunesse (青春怪談, Seishun kaidan?) de Kon Ichikawa
- 1955 : L'École Shiinomi (しいのみ学園, Shiinomi gakuen?) de Hiroshi Shimizu : professeur Yamamoto
- 1955 : Les Loups (狼, Okami?) de Kaneto Shindō
- 1955 : Tsukiyo no kasa (月夜の傘?) de Seiji Hisamatsu : Kōhei Kotani
- 1955 : Chacun dans sa coquille (自分の穴の中で, Jibun no ana no nakade?) de Tomu Uchida : Tetsutaro Komatsu
- 1956 : Double suicide à Shirogane (銀心中, Shirogane shinjū?) de Kaneto Shindō : Kiichi
- 1956 : Ubaguruma (乳母車?) de Tomotaka Tasaka : Jiro Kuwahara
- 1956 : Une actrice (女優, Joyu?) de Kaneto Shindō : Toshiro Yamashita
- 1957 : Muhō ichidai (「廓」より 無法一代?) d'Eisuke Takizawa
- 1958 : La tristesse est aux femmes (悲しみは女だけに, Kanashimi wa onna dakeni?) de Kaneto Shindō : Kishimoto
- 1958 : Chi to ai no shuppatsu (知と愛の出発?) de Buichi Saitō : Kenji Ayabe
- 1959 : Inoru hito (祈るひと?) d'Eisuke Takizawa : Sasaki
- 1959 : Heureux Dragon n°5 (第五福竜丸, Daigo Fukuryu-Maru?) de Kaneto Shindō : Manakichi Kuboyama
- 1959 : Le Mur humain (人間の壁, Ningen no kabe?) de Satsuo Yamamoto

#### Années 1960
- 1960 : Zassō no yō na inochi (雑草のような命?) d'Eisuke Takizawa : Kan'ichi Asano
- 1960 : Yakuza sensei (やくざ先生?) d'Akinori Matsuo
- 1961 : L'Affaire Matsukawa (松川事件, Matsukawa jiken?) de Satsuo Yamamoto
- 1962 : Seinen no isu (青年の椅子?) de Katsumi Nishikawa : Yuasa
- 1962 : La Source thermale d'Akitsu (秋津温泉, Akitsu Onsen?) de Yoshishige Yoshida : Kenkichi Matsumiya
- 1963 : La Danseuse d'Izu (伊豆の踊子, Izu no odoriko?) de Katsumi Nishikawa : professeur
- 1964 : Le Joueur (鉄火場破り, Tekkaba yaburi?) de Buichi Saitō
- 1964 : Onibaba (鬼婆?) de Kaneto Shindō : général
- 1964 : Shūen (執炎?) de Koreyoshi Kurahara : Kojima
- 1965 : Les Malfaisants (悪党, Akutō?) de Kaneto Shindō : Kenko
- 1965 : L'Archipel du Japon (日本列島, Nihon rettō?) de Kei Kumai
- 1965 : Fascisme ordinaire (Fashizm Obyknovennyy) de Mikhail Romm : le narrateur (version japonaise)
- 1966 : Comme une fleur des champs (野菊のごとき君なりき, Nogiku no gotoki kimi nariki?) de Sōkichi Tomimoto (ja)
- 1966 : Watashi, chigatteiru kashira (私、違っているかしら?) d'Akinori Matsuo : Hanai
- 1966 : L'Instinct (本能, Honnō?) de Kaneto Shindō : le docteur
- 1966 : Chiisai tōbōsha (小さい逃亡者?) de Teinosuke Kinugasa et Eduard Bocharov : Nobuyuki Noda
- 1966 : Les Montagnes du cœur (こころの山脈, Kokoro no sanmyaku?) de Kōzaburō Yoshimura
- 1967 : Hi no ataru sakamichi (陽のあたる坂道?) de Katsumi Nishikawa
- 1967 : Libido ou L'Origine du sexe (性の起原, Sei no kigen?) de Kaneto Shindō : voix
- 1967 : Onna no issho (女の一生?) de Yoshitarō Nomura
- 1968 : Le Soleil de Kurobe (黒部の太陽, Kurobe no Taiyo?) de Kei Kumai : Mori
- 1968 : Hana no koibitotachi (花の恋人たち?) de Buichi Saitō : directeur de l'hôpital de campagne
- 1969 : Hana hiraku musume tachi (花ひらく娘たち?) de Buichi Saitō : Tetsuji Sakamoto
- 1969 : Éphémère (かげろう, Kagerō?) de Kaneto Shindō

#### Années 1970
- 1970 : Fuji sanchō (富士山頂?) de Tetsutarō Murano
- 1970 : Troupeaux terrestres (地の群れ, Chi no mure?) de Kei Kumai : Shigeo Miyaji
- 1975 : Les Fossiles (化石, Kaseki?)de Masaki Kobayashi : Tappei Yabuki
- 1975 : L'Éclipse solaire (金環蝕, Kinkanshoku?) de Satsuo Yamamoto : Ishihara
- 1976 : Futari no iida (ふたりのイーダ?) de Zenzō Matsuyama
- 1976 : C'est dur d'être un homme : La Libellule rouge (男はつらいよ 寅次郎夕焼け小焼け, Otoko wa tsurai yo: Torajirō yūyake koyake?) de Yōji Yamada : Ikenouchi
- 1976 : Le Vent s'est levé (風立ちぬ, Kaze tachinu?) de Mitsuo Wakasugi

#### Années 1980
- 1980 : Furueru shita (震える舌?) de Yoshitarō Nomura : docteur
- 1983 : Meiso chizu (迷走地図?) de Yoshitarō Nomura
- 1985 : Shimaizaka (姉妹坂?) de Nobuhiko Obayashi : vieil homme

### Réalisateur
- 1956 : Aya ni ai shiki (あやに愛しき?)
- 1956 : Ware wa umi no ko (われは海の子?)
- 1957 : Shiawase wa oira no negai (倖せは俺等のねがい?)
- 1958 : Mayonaka no kao (真夜中の顔?)
- 1959 : Iō-tō (硫黄島?)

## Distinctions

### Décoration
- 1981 : récipiendaire de la Médaille au ruban pourpre

### Récompenses
- 1949 : prix du film Mainichi du meilleur second rôle masculin pour La Journée la plus rayonnante de ma vie et Serment rompu[2]
- 1960 : prix du film Mainichi du meilleur second rôle masculin pour Le Mur humain[3]
- 1980 : prix Kinokuniya de théâtre